# Ziemia Franciszka Józefa
Ziemia Franciszka Józefa (ros. Земля Франца-Иосифа, niem. Franz-Joseph-Land) – rosyjski arktyczny archipelag w północno-zachodniej części Morza Barentsa. Administracyjnie należy do obwodu archangielskiego.

## Historia
Archipelag został odkryty 30 sierpnia 1873 roku przez austro-węgierską ekspedycję naukową Juliusa von Payera i Karla Weyprechta na statku „Admiral Tegetthoff” . Ekspedycja ta była poprzedzona badaniami naukowymi Piotra Kropotkina, który w referacie z 1871 roku zawarł teoretyczne dowody na istnienie nieznanego archipelagu. Otrzymał on imię cesarza Austrii i króla Węgier Franciszka Józefa I. Gdy Payer wykonał pierwszą fragmentaryczną mapę tego terenu zaznaczył na niej jedynie dwie wyspy sądząc, że nie ma ich tu więcej.
W 1880 r. do południowej części Ziemi Franciszka Józefa dotarł holenderski statek „Willem Barents”. W 1881 roku prowadził tu badania Leigh Smith na jachcie „Eira”, odkrywając szereg nowych wysp. Dzięki temu ustalił się właściwy pogląd, że Ziemie Franciszka Józefa jest rozległym archipelagiem. W kolejnym roku Smith wrócił na jego wody, jednak tym razem jego statek zatonął uwięziony w lodach, a załoga uratowała się docierając na Nową Ziemię. W latach 1894–1897 rozległe badania prowadziła w tym rejonie angielska wyprawa pod dowództwem F. Jacksona. W roku 1895/1896 zimował tu zespół F. Nansena, który opuścił dryfującego w lodach „Frama” by pieszo zdobyć Biegun Północny, lecz musiał zawrócić. Szczęśliwie w czerwcu 1896 r. spotkali oni tu grupę Jacksona. W 1897 r. działała tu amerykańska ekspedycja W. Willmana. W roku 1899 na wody archipelagu przybyła na statku „Stella Polaris” duża wyprawa włoska pod kierownictwem młodego eksploratora, księcia Abruzzów Luigi Amadeo di Savoia, która tu zimowała. W następnych latach pojawiali się tu licznie kolejni badacze.
Po wybuchu I wojny światowej Rosja zajęła formalnie cały archipelag, który miał wówczas otrzymać nazwę Ziemi Fridtjofa Nansena. 15 kwietnia w oparciu o dekret rządu radzieckiego Ziemia Franciszka Józefa została włączona w granice ZSRR. W 1927 r. założono tu pierwszą radziecką stację meteorologiczną. W 1930 r. znowu chciano przemianować archipelag, tym razem na Ziemię Łomonosowa – na cześć XVIII-wiecznego rosyjskiego uczonego Michaiła Łomonosowa. Jednak oryginalna nazwa pozostała na zawsze. W 1931 r. polarna wyprawa radziecka badała archipelag przy pomocy lodołamacza „Małygin”.
Na Ziemi Aleksandry wchodzącej w skład archipelagu znaleziono w 2016 roku pozostałości niemieckiej stacji meteorologicznej „Schatzgräber” (pol. „Poszukiwacz Skarbów”) z czasów II wojny światowej. Stacja działała od września 1943 roku do lipca 1944 roku na obszarze współcześnie stanowiącym park narodowy „Rosyjska Arktyka”. Jej szczątki odkryte zostały przez pracowników parku narodowego podczas prac badawczych.

## Geografia
Archipelag nie ma stałych mieszkańców. Czasowo przebywają na nim naukowcy, wojskowi i pracownicy straży granicznej.
W skład archipelagu wchodzą 192 wyspy, których łączna powierzchnia wynosi 16 134 km². Wśród nich osiem wysp ma powierzchnię ponad 500 km²:
- Ziemia Jerzego (ros. Земля Георга) – 2821 km²,
- Ziemia Wilczka (ros. Земля Вильчека) – 2203 km²,
- Wyspa Grahama Bella (ros. остров Греэм-Белл) – 1557 km²,
- Ziemia Aleksandry (ros. Земля Александры) – 1095 km²,
- Wyspa Halla (ros. остров Галля) – 1048 km²,
- Wyspa Salisbury’ego (ros. остров Солсбери) – 960 km²,
- Wyspa McClintocka (ros. остров Мак-Клинтока) – 612 km²,
- Wyspa Jacksona (ros. остров Джексона) – 528 km².

Ponadto archipelag zawiera 18 średniej wielkości wysp (m.in. Wyspa Hoockera) i 135 mniejszych, wśród nich Wyspę Wilczka (ros. Остров Вильчека, nie mylić z Ziemią Wilczka), która była pierwszą z wysp archipelagu, na której postawili stopy uczestnicy odkrywczej ekspedycji austro-węgierskiej 1 listopada 1873 r.

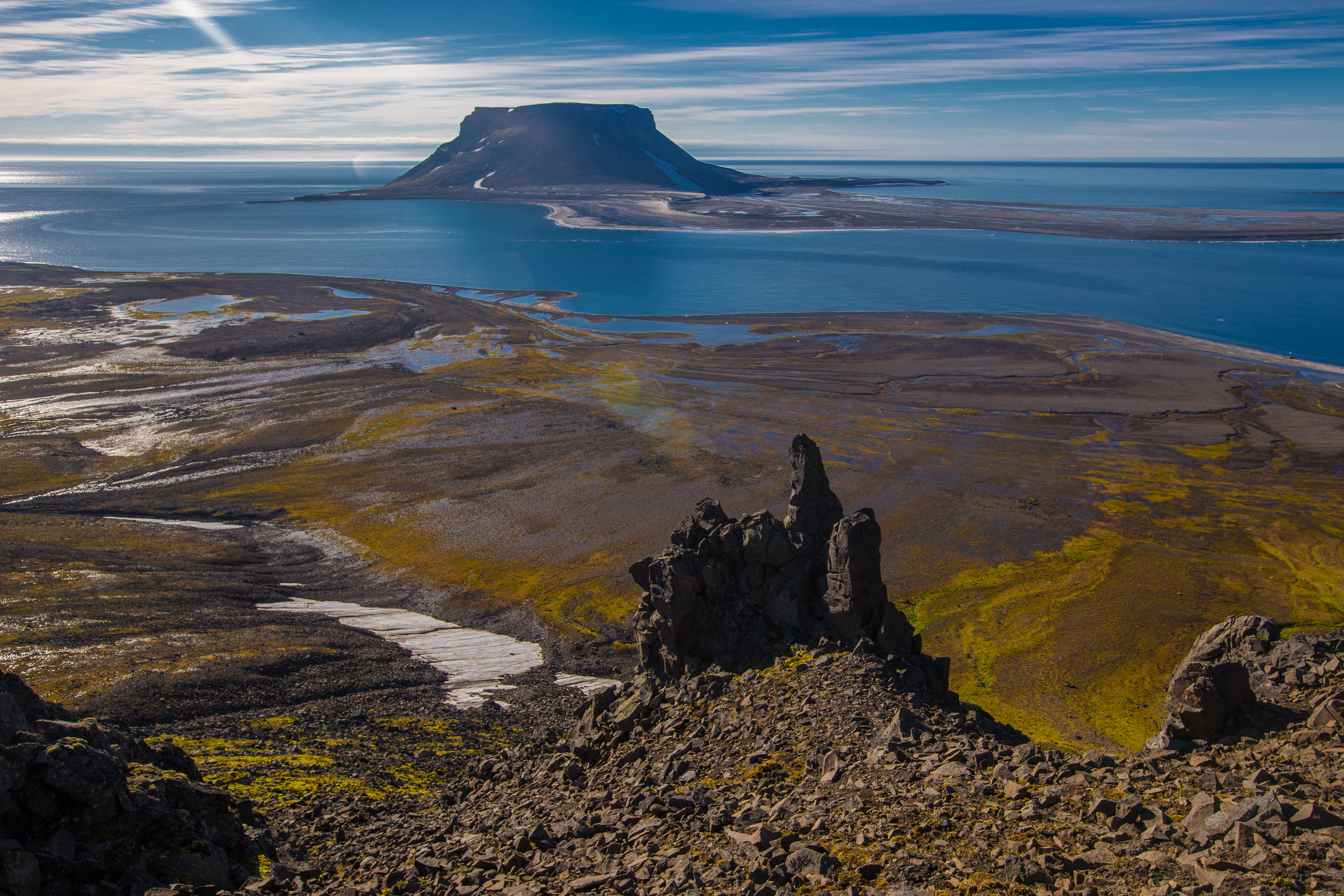
Ziemia Franciszka Józefa

Położenie Ziemi Franciszka Józefa

Wyspy archipelagu Ziemi Franciszka Józefa pokryte są niskimi pasmami górskimi zbudowanymi głównie ze skał bazaltowych. Większą część powierzchni wysp zajmują pokrywy lodowe. Granica wiecznego śniegu przebiega stosunkowo nisko, bo na wysokości 100–300 m n.p.m. Najwyższy punkt wysp sięga 620 m n.p.m. (na wyspie Wiener Neustadt (ros. остров Винер-Нёйштадт).
Klimat polarny morski. Średnia roczna temperatura waha się w granicach od –12.8 °C do –17.9 °C. Średnie zimowe temperatury spadają poniżej –30 °C, sięgając –46 °C. Pionierska wyprawa Payera i Weyprechta w dniu 14 marca 1872 r. zanotowała nawet –51 °C . Maksymalne temperatury latem nie przekraczają +3 °C. Szatę roślinną na obszarach nie zajętych przez lodowce tworzy bardzo skąpa tundra, w której występuje jednak ok. 250 gatunków roślin. Przeważają porosty i mchy. Roślin nasiennych jest tu ok. 40 gatunków, w tym m.in.: jaskry, skalnice, głodki, rogownice, mak polarny i wierzba polarna. W Faunie wysp występuje 10 gatunków ssaków, w tym niedźwiedź polarny, lis polarny i płetwonogie oraz ok. 30 gatunków ptaków, m.in. alka zwyczajna.
Geologicznie wyspy te leżą na szelfie kontynentalnym Europy i stanowią część kontynentu. Zatem Ziemia Franciszka Józefa jest częścią Europy, a na Wyspie Rudolfa znajduje się najdalej na północ (81°54′N) wysunięty punkt Europy.